# 二人のロケット
『二人のロケット』（ふたりのロケット）は、GARNET CROWの3枚目のシングル。2000年5月17日にGIZA studioから発売された。

## 解説
インディーズミニアルバム『first kaleidscope 〜君の家に着くまでずっと走ってゆく〜』からのシングルカット。1stアルバム『first soundscope 〜水のない晴れた海へ〜』では再レコーディング収録されている。
原曲と「二人のロケット〜cool smooth ver.〜」では、歌詞が一部異なっている。
カップリング収録の「未完成な音色」は、イザナギとイザナミあるいはエウリュディケーとオルペウスを思わせるような詞世界観であり、また中村由利自身もGARNET CROWの中で最も好きな曲であると公言しており、ベストアルバム「GOODBYE LONELY 〜Bside collection〜」発売前に行われたカップリング曲のファン投票で4位となっている。

## 収録曲
1. 二人のロケット
  - 作詞：AZUKI七 / 作曲：中村由利 / 編曲：古井弘人
2. 未完成な音色
  - 作詞：AZUKI七 / 作曲：中村由利 / 編曲：古井弘人
3. 二人のロケット〜cool smooth ver.〜
  - 作詞：AZUKI七 / 作曲：中村由利 / 編曲：Miguel Sá Pessoa・古井弘人
4. 二人のロケット〜instrumental〜

## タイアップ
- MFTV『I'm MUSIC FREAK!』キャンペーンテーマソング

## 収録アルバム
- first kaleidscope 〜君の家に着くまでずっと走ってゆく〜（#1）
- first soundscope 〜水のない晴れた海へ〜（#1）
- Best（#1,2）
- THE BEST History of GARNET CROW at the crest...（#1）
- GOODBYE LONELY 〜Bside collection〜 (#2)
- THE ONE 〜ALL SINGLES BEST〜（#1）
- GARNET CROW BEST OF BALLADS（#2）